# Berta S. Gerschman de Pikelin
Berta Sofía Gerschman de Pikelin (* 28. Juni 1905 in Carlos Casares, Provinz Buenos Aires; † 29. Juni 1977 in Buenos Aires) war eine argentinische Arachnologin. Gemeinsam mit Rita D. E. Schiapelli bildete sie für 40 Jahre das bekannteste weibliche Arachnologen-Team Argentiniens.

## Leben
Gerschman de Pikelin war die Tochter von José Gerschman und Manuela Pelman, die beide russischer Abstammung waren. Gemeinsam mit Schiapelli studierte sie am heutigen Instituto Superior del Profesorado Dr. Joaquín V. González, wo sie 1928 den akademischen Grad einer Dozentin für die Sekundarstufe in den Naturwissenschaften erwarb. Sie war eine Schülerin von Irene Bernasconi, der ersten Spezialistin für Stachelhäuter in Argentinien und einer bedeutenden Forscherin am Museo Argentino de Ciencias Naturales (MACN).
Im Jahr 1929 kamen Gerschman de Pikelin und Schiapelli an die damalige entomologische Abteilung des Museums. Beide begannen mit der Bearbeitung von Spinnenexemplaren, die ihnen von Emilio Gemignani, dem Leiter der Abteilung Entomologie, auf Anregung des damaligen Direktors des Museums, Martín Doello Jurado, zur Verfügung gestellt wurden. Bei diesem unbestimmten Material handelte es sich um eine kleine Anzahl von Spinnen, die in Röhrchen unterschiedlicher Größe in zwei Fläschchen aufbewahrt wurden. Gerschman de Pikelin und Schiapelli klassifizierten dieses Material ohne professionelle Beratung, und begannen, das beobachtete Material mit den Abbildungen aus Büchern zu vergleichen. Für die Bestimmung der Exemplare nutzten sie auch die Sammlung des La-Plata-Museums. Zusammen mit der Klassifizierung des Materials katalogisierten sie es und fügten es der Sammlung hinzu. Damit legten sie den Grundstein für die Sektion Arachnologie und die Nationale Sammlung für Arachnologie des Museo Argentino de Ciencias Naturales.
In den 1930er Jahren hatten Gerschman de Pikelin und Schiapelli einen Briefwechsel mit dem Arachnologen Cândido Firmino de Mello-Leitão, der sie bei der Bestimmung der im MACN hinterlegten Spinnen unterstützte. Im Jahr 1937 lud Mello-Leitão beide nach Rio de Janeiro ein, um die Klassifizierung der Spinnentiere und die Methodik ihrer Arbeit zu verbessern.
Am 10. Januar 1952 wurde die Sektion Arachnologie am MACN gegründet und Schiapelli zur Leiterin der Sektion ernannt. Während ihrer gesamten Laufbahn nahmen Gerschman de Pikelin und Schiapelli an verschiedenen wissenschaftlichen Tagungen teil, auf denen sie ihre Forschungsarbeiten vorstellten. Zu diesen Veranstaltungen gehörten die monatlichen Treffen der Asociación Argentina de Ciencias Naturales und der Sociedad Entomológica Argentina, die Jornadas Argentinas de Zoología, der Congreso Latino-Sudamericano de Zoología, der IVème Congrès International d’Arachnologie und mehrere Symposien (z. B. das Simposio Internacional sobre Venenos de Animales). In den Jahren 1960 und 1968 unternahmen Gerschman de Pikelin und Schiapelli zwei Reisen in die Vereinigten Staaten und nach Europa mit dem Ziel, Typusexemplare neotropischer Spinnen zu studieren. Auf ihren Reisen besuchten sie die Sammlungen des Muséum national d’histoire naturelle (Paris, Frankreich), des British Museum (London, Vereinigtes Königreich) und des American Museum of Natural History (New York, Vereinigte Staaten von Amerika).
1962 wurden Gerschman de Pikelin und Schiapelli Mitarbeiterinnen in der wissenschaftlichen Forschungsabteilung des Consejo Nacional de Investigaciones Científicas y Técnicas (CONICET), wo sie verschiedene Wissenschaftler und Wissenschaftlerinnen ausbildeten, die später selbst bekannte Arachnologen wurden. Zwischen 1966 und 1969 unterhielten Gerschman de Pikelin und Schiapelli einen regen Briefwechsel mit Reynaldo Orrego Aravena, dem damaligen Leiter des Naturkundemuseums der Provinz La Pampa. Die Briefe ermöglichten eine Hilfestellung bei der Bestimmung einer Gruppe von Spinnenexemplaren, aus der die Arachnologische Sammlung des Museums hervorging. Gerschman de Pikelin und Schiapelli gehörten den Vorständen mehrerer wissenschaftlicher Gesellschaften an, wie der Asociación Argentina de Ciencias Naturales (die die Revista Physis herausgab) und der Sociedad Entomológica Argentina. Gerschman de Pikelin und Schiapelli waren die ersten Spezialistinnen für Spinnentiere in Argentinien und Südamerika. Sie studierten hauptsächlich Spinnen der Unterordnung Mygalomorphae, die gewöhnlich als Vogelspinnen bekannt sind. Gerschman de Pikelin und Schiapelli veröffentlichten mehr als 50 wissenschaftlichen Arbeiten und beschrieben neue Gattungen und Arten von Spinnen aus verschiedenen Familien. Darüber hinaus wurden zwei Gattungen und zwölf Arten von Spinnen in Anerkennung ihrer wissenschaftlichen Arbeit nach ihnen benannt.